# Hololepta guidonis
Hololepta guidonis är en skalbaggsart som beskrevs av Sylvain Auguste de Marseul 1860. Hololepta guidonis ingår i släktet Hololepta och familjen stumpbaggar. Inga underarter finns listade i Catalogue of Life.